# Trachelium
Trachelium, szyjnik (Trachelium L.) – rodzaj roślin z rodziny dzwonkowatych. Obejmuje dwa gatunki i mieszańca między nimi. Rośliny te występują na wyspach Makaronezji i w zachodniej części basenu Morza Śródziemnego na terenach skalistych. Uprawiane są jako rośliny ozdobne, zwłaszcza na kwiaty cięte. 
Do rodzaju tego zaliczano także kilka gatunków roślin poduszkowych z Azji i Ameryki Północnej, ale wyodrębniane są one zwykle jako rodzaj Diospharea lub włączane do rodzaju dzwonek Campanula.

## Morfologia
PokrójByliny z łodygą wzniesioną, osiągającą zwykle do 1 m wysokości.
LiścieSkrętoległe, na brzegu ząbkowane.
KwiatyNiewielkie, niebieskie, skupione po 5 w drobne główki i w okazałe kwiatostany złożone na szczycie pędu. Kielich składa się z 5 wolnych działek, bez łatek między nimi. Korona z 5 płatków, zrośniętych w długą rurkę, o końcach wolnych i zaostrzonych. Pręcików jest 5. Zalążnia jest dolna, dwu- lub trzykrotna, z licznymi zalążkami. Pojedyncza szyjka słupka długa, cienka, zwieńczona jest dwiema lub trzema krótkimi znamionami.
OwoceWąskie torebki z licznymi nasionami, otwierające się trzema otworami w górnej części.

## Systematyka
Pozycja systematyczna
Rodzaj w obrębie rodziny dzwonkowatych Campanulaceae klasyfikowany jest do podrodziny Campanuloideae.
Wykaz gatunków
- Trachelium caeruleum L. – trachelium błękitne
- Trachelium × halteratum (Bianca ex Ces., Pass. & Gibelli) Sandwith
- Trachelium lanceolatum Guss.